# Fuerza de Defensa de las Islas Malvinas
La Fuerza de Defensa de las Islas Malvinas (en inglés: Falkland Islands Defence Force o FIDF) es la unidad militar de voluntarios que a nivel local mantiene el gobierno británico de las islas Malvinas para la defensa de las islas. La FIDF, basada en Puerto Argentino/Stanley, colabora junto con las unidades militares enviadas por el Reino Unido para garantizar la seguridad de las islas.

## Historia

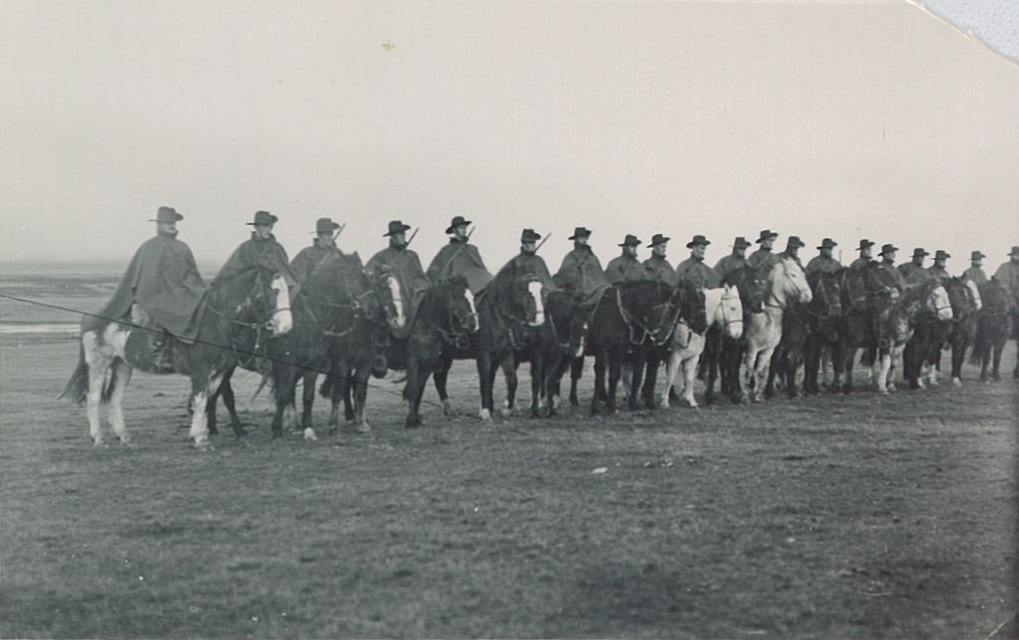
Miembros de la fuerza a caballo en 1914.

La primera unidad de voluntarios de las islas se formó en 1854 durante la guerra de Crimea para precaverse contra una posible agresión del Imperio ruso. No se les dio un nombre oficial, por lo que esa unidad suele ser conocida como Stanley Volunteers. Sin embargo, la moderna unidad traza su linaje directo a 1892. El año anterior, un vapor de propiedad de uno de los grupos implicados en la guerra civil de Chile atracó en Stanley. Aunque evidentemente lo hicieron para llevar a cabo las reparaciones de los motores del barco, la presencia a bordo de 200 soldados armados se consideró una amenaza a la seguridad. Por lo tanto, el gobernador Sir Roger Goldsworthy, ordenó que se formara una fuerza armada de voluntarios. El primer grupo de hombres de la nueva Falkland Islands Volunteers prestó juramento en una ceremonia en la Casa de Gobierno en junio de 1892.

Bandera usada por las fuerzas británicas en las Malvinas.

Durante la Primera Guerra Mundial, los voluntarios fueron movilizados para servir de avanzada militar a lo largo de las islas, mientras que 36 isleños se alistaron en las fuerzas armadas británicas. Al final de la guerra, la Falkland Islands Volunteers fue renombrada como Falkland Islands Defence Force. La FIDF fue movilizada durante la Segunda Guerra Mundial, sirviendo como dotación de avanzada de defensa a lo largo de las islas. En ese momento, se planteó la necesidad de una unidad equipada con fusiles.
Después del final de la guerra, la presencia de los Royal Marines, como parte de la defensa de las islas, llevó a la adopción por parte de la FIDF de sus estilos de vestimenta e instrucción. Durante este período, uno de los primeros incidentes importantes tuvo lugar cuando un grupo de argentinos realizó una simbólica invasión de las islas mediante el secuestro y aterrizaje de un avión Douglas DC-4 en el hipódromo de Stanley el 28 de septiembre de 1966, acción que denominaron Operativo Cóndor. La FIDF, junto a los Royal Marines, emplearon tácticas que llevaron a la entrega del grupo sin incidentes. A raíz de eso, la FIDF estuvo en máxima alerta hasta el mes de febrero de 1967.

### Guerra de las Malvinas
El 1 de abril de 1982, junto a una partida de Royal Marines, la FIDF se movilizó para defender las islas de la ocupación argentina. Al día siguiente, el gobernador Sir Rex Hunt les ordenó rendirse. Las fuerzas argentinas confiscaron todos los equipos de la FIDF y la declararon una organización ilegal. Algunos miembros de la FIDF fueron mantenidos bajo arresto domiciliario en Fox Bay hasta el final de la guerra. La FIDF fue reformada en 1983.
Terry Peck, un antiguo miembro de la FIDF, espió a las fuerzas argentinas en Puerto Argentino y luego escapó para convertirse en un guía para el 3° Batallón del Regimiento de Paracaidistas, con el que luchó en la batalla de Monte Longdon.

## Financiación
La Fuerza de Defensa está hoy financiada totalmente por el gobierno británico de las Malvinas.

## Organización
La FIDF está organizada como una compañía de infantería ligera. Está compuesta completamente por población local, siguiendo la doctrina, formación y operaciones del ejército británico. Por un acuerdo con el Ministerio de Defensa británico un Royal Marine está adscrito a la Fuerza como instructor permanente de personal.

## Funciones
Los voluntarios de la FIDF operan como francotiradores, con ametralladoras, en combate cerrado, como unidad de apoyo logístico y anfibio, todo coordinado por un mando central.
La Fuerza lleva a cabo el papel de protección de la pesca junto con el Departamento de Pesca del gobierno británico de las Malvinas. Tiene la capacidad para montar su propia defensa armada contra la pesca no autorizada en aguas de las Malvinas.
También cumple la función de una agencia de rescate de montaña en el archipiélago. 

## Equipamiento

### Vehículos
- Cuatrimoto
- Embarcación semirrígida
- Land Rover Defender

### Armas
- L85A2[2]
- L86 -  Una variante de ametralladora ligera
- L129A1 - un rifle semiautomático también en uso con el ejército británico.[3]
- Browning GP-35[4]
- L7 ametralladora[4]
- Browning M2 - ametralladora calibre .50[4]

El rifle Steyr AUG fue reemplazado por el L85A2 en 2019.'